# Ranggen
Ranggen är en ort och kommun i distriktet Innsbruck-Land i förbundslandet Tyrolen i Österrike.Kommunen har 1 137 invånare (2024). Den ligger 12 km väster om Tyrolens huvudstad Innsbruck.